# Vuelta por un Chile Líder
Ne doit pas être confondu avec Tour du Chili ou Tour de Chiloé.
La Vuelta por un Chile Líder est une course cycliste par étapes disputée au Chili. Créée en 1997, elle s'est ouverte aux professionnels en intégrant l'UCI America Tour en 2005. Elle n'est plus organisée depuis 2007.

## Palmarès
| Année | Vainqueur          | Deuxième         | Troisième       |
| ----- | ------------------ | ---------------- | --------------- |
| 1997  | José Medina        |                  |                 |
| 1998  | Pablo Gonzalez     |                  |                 |
| 1999  | Víctor Garrido     |                  |                 |
| 2000  | Juan-Manuel Fierro |                  |                 |
| 2001  | Jorge Giacinti     |                  |                 |
| 2002  | Edgardo Simón      |                  |                 |
| 2003  | Marco Arriagada    |                  |                 |
| 2004  | Edgardo Simón      | Andrei Sartassov | Pedro Prieto    |
| 2005  | Edgardo Simón      | Juan Cabrera     | Marco Arriagada |
| 2006  | Andrei Sartassov   | Marco Arriagada  | Jorge Giacinti  |
| 2007  | Jorge Giacinti,    | Magno Prado      |                 |